# Shadow of Egypt
Shadow of Egypt er en britisk stumfilm fra 1924 instrueret af Sidney Morgan.

## Medvirkende
- Carlyle Blackwell som Sheik Hanan
- Alma Taylor som Lilian Westcott
- Milton Rosmer som Harold Westcott
- Joan Morgan som Moonface
- Arthur Walcott som Abdallah
- Charles Levey som Yusef
- John F. Hamilton som Apollo